# باهرة شنايدريانية
باهرة شنايدريانية (الاسم العلمي: Agave schneideriana) هو نوع من النباتات يتبع جنس الباهرة من الفصيلة الهليونية.